# Hélène Viard
Pour les articles homonymes, voir Viard.
Hélène Viard est une monteuse française née le 24 janvier 1948 à Paris où elle est morte le 29 janvier 2005.

## Filmographie partielle
- 1972 : Absences répétées de Guy Gilles
- 1974 : Le Jardin qui bascule de Guy Gilles
- 1977 : La nuit, tous les chats sont gris de Gérard Zingg
- 1981 : L'Année prochaine... si tout va bien de Jean-Loup Hubert
- 1983 : La Java des ombres de Romain Goupil
- 1983 : Une jeunesse de Moshé Mizrahi
- 1984 : La Smala de Jean-Loup Hubert
- 1984 : Le Tartuffe de Gérard Depardieu
- 1991 : Robinson et compagnie de Jacques Colombat
- 1991 : Van Gogh de Maurice Pialat[2]
- 1993 : Cible émouvante de Pierre Salvadori
- 1994 : La Reine Margot de Patrice Chéreau
- 1995 : Les Apprentis de Pierre Salvadori
- 1998 :… Comme elle respire de Pierre Salvadori
- 2003 : En territoire indien de Lionel Epp
- 2005 : J'aime la vie, je fais du vélo, je vais au cinéma de Francis Fourcou

## Nomination
- César du meilleur montage en 1995 pour La Reine Margot[3]